# هيو يي جاي
هيو يي جاي (بالكورية: 허이재)‏ هي ممثلة كورية جنوبية. ولدت يوم 19 فبراير 1987 في سول في كوريا الجنوبية.

## روابط خارجية
- هيو يي جاي على موقع IMDb (الإنجليزية)
- هيو يي جاي على موقع قاعدة بيانات الفيلم (الإنجليزية)